# Джапарідзе Тедо Зурабович
Тедо Зурабович Джапарідзе (нар.1946) — грузинський державний діяч і дипломат.

## Біографія
Народився у 1946 році в Тбілісі. Закінчив Тбіліський державний університет, філологічний факультет.
Працював заступником Міністра закордонних справ Грузії за президентства Звіада Гамсахурдії та Едуарда Шеварнадзе.
Був Надзвичайним і Повноважним Послом Грузії у Вашингтоні (США). 
З березня 2002 — секретар Ради національної безпеки і оборони Грузії.
З 2003 по 2004 — Міністр закордонних справ Грузії